# Trachusa interdisciplinaris
Trachusa interdisciplinaris är en biart som först beskrevs av Peters 1972.  Trachusa interdisciplinaris ingår i släktet hartsbin, och familjen buksamlarbin. Inga underarter finns listade i Catalogue of Life.